# Saint-Martin-sur-la-Chambre
Saint-Martin-sur-la-Chambre là một xã thuộc tỉnh Savoie trong vùng Auvergne-Rhône-Alpes ở đông nam nước Pháp.